# Centre pour la compréhension et la coopération judéo-chrétienne
Le Centre pour la compréhension et la coopération judéo-chrétienne ou CJCUC (pour son nom anglais Center for Jewish-Christian Understanding and Cooperation) est un établissement d'enseignement où les chrétiens qui visitent Israël peuvent étudier la Bible hébraïque avec des rabbins orthodoxes et en apprendre davantage sur les racines juives du christianisme. Le centre a été créé en 2008 par le rabbin Shlomo Riskin et est situé à Efrat. Sa mission est enracinée dans Isaïe 1:18: « Venez maintenant et raisonnons ensemble, dit le Seigneur ».

## Histoire
Le terrain idéologique qui conduit à la possibilité de création du CJCUC en 2008 commence à prendre forme près de 50 ans auparavant avec la Seconde Guerre mondiale et les atrocités de la Shoah.
En 1964, le rabbin Joseph B. Soloveitchik, le professeur et mentor du fondateur de CJCUC, le rabbin Shlomo Riskin, publie un essai intitulé Confrontation dans lequel il expose ses vues sur le dialogue interconfessionnel et donne des lignes directrices qui permettent un tel dialogue. À peu près au même moment, des changements idéologiques fondamentaux se forment dans les rangs de l'Église catholique et un an après la publication de l'essai du Rabbi Soloveitchik, Le Saint-Siège publie Nostra Ætate, la Déclaration sur la relation de l'Église avec les religions non-chrétiennes. Nostra Aetate absout les Juifs de la crucifixion de Jésus et admet que l'antisémitisme chrétien a eu un rôle important dans les atrocités commises contre le peuple juif.
Le rabbin Riskin assiste à des séminaires, organisés par le professeur David Flusser, sur les Évangiles chrétiens à l'université hébraïque de Jérusalem. Juif orthodoxe, il peut mettre en évidence les parallèles pour les enseignements de Jésus dans l'Écriture hébraïque.
Installé à Efrat en Cisjordanie, le rabbin Riskin s'engage dans un dialogue avec le monde chrétien. La plupart des visiteurs chrétiens à Efrat sont évangéliques. Le rabbin Riskin établit des relations avec Mgr Robert Stearns des "ailes d'aigle" et avec le pasteur John Hagee qui impressionne le rabbin Riskin, qui le trouve chaleureux, avec une voix claire et éclatante clamant son amour pour la nation juive. Lorsque le rabbin Riskin confronte le pasteur Hagee sur la question de son amour pour la nation juive; "Voulez-vous nous aimez parce que vous voulez nous convertir ?", le pasteur Hagee répond: "Je t'aime parce que dans la Genèse 12: 3, le Seigneur dit à Abraham - Je bénirai ceux qui te béniront, et quiconque te maudira je maudirai; et tous les peuples de la terre seront bénies en toi. - Je veux être béni et maudit pas, Rabbi",.

## Mission
Depuis sa création en 2008, CJCUC sert à une communication positive entre les deux communautés religieuses en utilisant comme source la Bible.
Le Centre met en évidence la signification théologique et historique de la Terre d'Israël et les valeurs fondamentales judéo-chrétiennes sur la sainteté de la vie humaine, la paix et la dignité humaine. Le CJCUC accueille des groupes chrétiens. Des séminaires comprennent des visites de sites bibliques. Le centre organise des séminaires de formation pour les étudiants et les professeurs catholiques et protestants.
Le CJCUC a mis en place un groupe de réflexion théologique, l'Institut de théologie enquête (ITI), dirigée par le rabbin Eugene Korn et le Dr Robert Jenson de l'Institut Witherspoon.
Le CJCUC a reçu des fonds de la famille Hertog d'Israël, la "Fondation Paul Singer", l'"International Fondation Gate de Sion", le Ministère de la Justice d'Israël et de John Hagee.

## Réalisations
Les réalisations du CJCUC comprennent :
- Séjours de prêtres et dee rabbins d'Amérique latine afin d'apprendre les bases de relations judéo-catholiques dans le contexte de la Terre sainte[9],[10].
- Une mission en Amérique latine inter-religieuse de clergé ayant visité le centre médical Ziv à Safed, Israël, le don de fournitures aux réfugiés de la guerre civile syrienne blessés[11],[12].
- Le premier programme de bons alimentaires pour aider financièrement les Arabes chrétiens défavorisés vivant en Terre Sainte.
- Un partenariat avec CUFI les "Chrétiens unis pour Israël" (CUFI) afin de faire venir plus de 150 pasteurs évangéliques des États-Unis pour apprendre les bases de relations judéo-chrétiennes[13].
- En janvier 2012, CJCUC reçoit le titre honorifique de Ambassadeur de bonne volonté pour relations judéo-chrétiennes du Premier ministre Benjamin Netanyahu. Dans sa lettre, le Premier ministre écrit : "Je crois que vous êtes apte de façon unique à être un ambassadeur de bonne volonté de l'État d'Israël de renforcer les relations entre juifs et chrétiens à travers le monde. Je sais que vous allez continuer à promouvoir la compréhension entre juifs et chrétiens dans un esprit de respect mutuel qui permettra à la fois de travailler ensemble pour mieux l'humanité".
- Le centre parraine un groupe d'étudiants de l'université Yale composé de juifs orthodoxes et de chrétiens évangéliques dans le but d'apprendre les rudiments de relations judéo-chrétiennes[14].
- le centre est un organisme officiel entre le Saint-Siège et le peuple juif à travers IJCIC[15]. En juin 2013, directeur des études de CJCUC, le rabbin Eugene Korn, avec d'autres membres d'une délégation juive rencontre le Pape François[16].
- Le directeur exécutif de CJCUC, David Nekrutman, est le premier étudiant juif orthodoxe à être accepté dans le programme de théologie de l'ORU[17]. Il est le premier Juif orthodoxe à parler à l'église de Dieu en Christ (COGIC). En avril 2012, il est le conférencier principal lors du premier événement international de CUFI à Nairobi, où plus de 1 500 Africains manifestent leur soutien à Israël.

En octobre 2013 Nekrutman publié un appel controversé pour les fonds de Juifs pour soutenir l'achat d'un site permanent pour l'Église chrétienne-arabe du pasteur Steven Khoury,.
En février 2013 CJCUC co-parrainé la visite de plus de 160 pasteurs à Israël par l'organisation CUFI (Christian Unies pour Israël).
En octobre 2014 Riskin est devenu le premier rabbin orthodoxe pour inviter les visiteurs chrétiens en Israël pour participer à un "rassemblement de louange" avec les dirigeants interconfessionnels juifs au siège du Centre au cours de la fête de Souccot. Pour Souccot 2012, il a organisé un séminaire pour Christian visiteurs.
En janvier 2015, le fondateur CJCUC, le rabbin Shlomo Riskin ainsi que le directeur exécutif de CJCUC, David Nekrutman, adressé à un groupe de 400 pasteurs et les rabbins à un colloque organisé dans le comté de Broward, en Floride.
En février 2015, lors d'une visite à l'Oklahoma, le rabbin Riskin a dévoilé ses plans pour les programmes historiques de lycée, en cours d'élaboration dans un effort conjoint avec le gouvernement d'Israël, détaillant les progrès dans les relations judéo-chrétiennes.
En mars 2015, il a lancé l'initiative mondiale Jour de louange que appelant aux chrétiens à se joindre à lui dans la récitation de Hallel (Psaumes 113-118) à louer Dieu à Yom Haʿatzmaout (Jour de l'Indépendance d'Israël) dans le monde entier,,,,,,,,,,,,.
En septembre 2015, dans un article pour The Times of Israel, directeur exécutif, David Nekrutman appel auprès du ministère israélien de l'éducation en ce qui concerne les compressions budgétaires et un financement égal pour Écoles Chrétiennes en Israël citant ces compressions budgétaires que «dommages collatéraux» des enjeux politiques internes et indiquant que ces enjeux «ne devraient jamais opprimer les populations minoritaires». Plus tard, avec la Pave the Way Foundation (PTWF) et le Centre pour les études en relations judéo-chrétiennes en Galilée (CSJCR), CJCUC a lancé une campagne internationale de demandant instamment au Premier ministre israélien et ministère de l'Éducation pour sauver l'éducation chrétienne.
En décembre 2015, le centre a mené une pétition sans précédent de rabbins orthodoxes du monde entier appelant à un partenariat accru entre juifs et chrétiens,,,,,.
En juillet 2016, CJCUC a annoncé qu'il se déplaçait son centre d'opérations de Efrat au musée des pays de la Bible à Jérusalem,.

## Publications
- (en) Covenant and Hope - Christian and Jewish Reflections (Eerdmans, 2012)  (ISBN 978-0802867049)
- (en) Plowshares into Swords? Reflections on Religion and Violence (2014) (Édition Kindle) (ASIN B00P11EGOE)
- (en) Returnin to Zion: Christian and Jewish Perspectives (2015) (Édition Kindle) (ASIN B014J6S4NU)
- (en) Cup of Salvation (Gefen Publishing, 2017)  (ISBN 978-9652299352)